# Wierzchówko
Wierzchówko (niem. Juliushof) – osada w Polsce położona w województwie zachodniopomorskim, w powiecie drawskim, w gminie Wierzchowo.
W latach 1975–1998 miejscowość administracyjnie należała do województwa koszalińskiego. W roku 2007 miejscowość liczyła 68 mieszkańców. Osada wchodzi w skład sołectwa Wierzchowo.

## Geografia
Osada leży ok. 1,8 km na wschód od Wierzchowa, ok. 200 m na południe od rzeki Wąsowy.